# Брезоник, Линда
Ли́нда Брезо́ник (нем. Linda Bresonik; род. 7 декабря 1983, Эссен, Северный Рейн-Вестфалия) — немецкая футболистка, выступавшая на позиции полузащитника. Выступала за сборную Германии. Двукратный чемпион мира (2003 и 2007), двукратный чемпион Европы (2001 и 2009), бронзовый призёр летних Олимпийских игр (2008).

## Карьера

### Клубная
Линда Брезоник начала свою карьеру в клубе «ТуС 84/10 Эссен» в возрасте 4-х лет. В 1995 году стала выступать за «Грюн-Вайс Шёнебек». В 2000 году Брезоник заключает контракт с первой профессиональной командой в своей карьере — женским футбольным клубом «Дуйсбург 2001». В 2005 году Линда переходит в клуб Бад-Нойенар, где за сезон провела всего 5 игр. Год спустя Брезоник перешла в «Эссен-Шёнебек», где выступала в течение двух сезонов.
В 2008 году футболистка возвращается в «Дуйсбург». За время своего второго выступления в команде Брезоник добилась наивысших достижений в своей клубной карьере: вместе с «Дуйсбургом» была добыта победа в розыгрыше кубка УЕФА среди женщин 2008/09, дважды был выигран кубок Германии, а в сезоне 2009/10 «Дуйсбург» занял второе место в национальном чемпионате.
В июле 2012 года Брезоник и её подруга по команде Аннике Кран переходят во французский футбольный клуб «Пари Сен-Жермен». Сумму трансфера журналисты назвали «возможно, рекордной» (нем. rekordverdächtig).

### В сборной
Выступала в составе юношеской и молодёжной сборных Германии. Дебютировала за национальную сборную в мае 2001 года в матче против Италии. Менее, чем через два месяца, Брезоник завоевала свой первый международный титул — чемпион Европы 2001 года. На чемпионате мира 2003 Брезоник получила травму во время второго матча группового этапа. После этого она смогла вернуться в сборную только почти через четыре года.
После возвращения Линда Брезоник завоевала в составе сборной звания чемпиона мира (2007) и Европы (2009). Кроме того в составе национальной сборной Брезоник стала бронзовым призёром футбольного турнира Олимпийских игр 2008.

## Личная жизнь
Является открытой лесбиянкой. Имела отношения с подругой по «Дуйсбургу» Инкой Грингс.

## Достижения

### Клубные
«Дуйсбург 2001»
- Кубок УЕФА: победитель (1) 2008/09
- Чемпионат Германии: серебряный призёр (2) 2004/05, 2009/10
- Кубок Германии: победитель (2) 2008/09, 2009/10; финалист (1) 2002/03

### В сборной
- Чемпионат мира: победитель (2) 2003, 2007
- Чемпионат Европы: победитель (2) 2001, 2009
- Олимпийские игры: бронзовый призёр (1) 2008
- Кубок Алгарве: победитель (1) 2012
- Чемпионат мира (до 20 лет): бронзовый призёр (1) 2002
- Чемпионат Европы (до 19 лет): победитель (1) 2000

### Индивидуальные
- Серебряный лавровый лист[12]
- Орден «За заслуги перед землёй Северный Рейн-Вестфалия»[13]